# La fuga del monstruo
The Manster (双頭の殺人鬼, Sōtō no Satsujinki , "El asesino de dos cabezas"), conocida en español como La fuga del monstruo,  es una película de terror y de ciencia ficción estadounidense de 1960. 
Rodada en Japón, fue producida por George P. Breakston y dirigida por Breakston y Kenneth G. Crane a partir de un guion de Walter J. Sheldon. El guion de Sheldon se basó en la historia de Breakston, que originalmente tituló The Split.

## Sinopsis
Un reportero inyectado con un suero lucha contra el ente maldito que crece en su interior.

## Reparto
- Peter Dyneley como Larry Stanford
- Jane Hylton como Linda Stanford
- Tetsu Nakamura como el Dr. Robert Suzuki
- Terri Zimmern como Tara
- Jerry Ito como el policía Aida
- Norman Van Hawley como Ian Matthews
- Toyoko Takechi como Emiko Suzuki
- Kenzo Kuroki como Genji Suzuki
- Alan Tarlton como el Dr. H. B. Jennsen
- Shinpei Takagi como el sacerdote
- George Wyman como el monstruo

## Recepción
En una revisión contemporánea, el Monthly Film Bulletin revisó una versión de 67 minutos de The Manster titulada The Split. La reseña calificó la película como «un caldo de cultivo patético», «nunca aterradora» y una «reposición increíblemente descabellada de todos los ingredientes de la película de terror de ciencia ficción convencional». La reseña criticó el hecho de que la segunda cabeza del personaje solo parece «subir y bajar sobre el hombro impermeable del actor, visible únicamente en escenas nocturnas y nunca en primeros planos».
En una revisión retrospectiva, el crítico de cine de AllMovie, Hal Erickson, escribió: «Manster es uno de los favoritos entre los aficionados al terror cursi y por una buena razón, ya que es involuntariamente divertido y genuinamente espeluznante... Espera hasta que veas el clímax, con el héroe luchando contra sí mismo al borde de un volcán en erupción...»